# N1RV Ann-A
N1RV Ann-A: Cyberpunk Bartender Action es una novela visual y simulación de bartending indie desarrollada por Sukeban Games y publicada por Ysbryd Games y Playism. Es una secuela de la novela visual de 2016 VA-11 HALL-A. El juego se desarrolla en un bar exclusivo de Santa Alicia, un «paraíso turístico idílico» y una isla artificial con un barrio sórdido y distópico de crimen. El personaje principal, Sam, debe cuidar de su hijo de 8 años mientras su relación con su compañero Leon, quien trabaja como yakuza, se tambalea.
El juego se anunció inicialmente el 18 de septiembre de 2018 para su lanzamiento en 2020 en PC, MacOS, Nintendo Switch y PlayStation 4. Aunque fue muy esperado, luego se retrasó indefinidamente debido a diferencias creativas y agotamiento de desarrollo. Esto resultó en un «reinicio» del proyecto, y se está trabajando en él junto con otros proyectos paralelos en el estudio.

## Desarrollo
El estudio Sukeban Games tiene su sede en Venezuela. Según los desarrolladores, la protagonista, Sam, se convirtió en una madre con una personalidad alegre para diferenciarla del personaje principal del juego anterior, Jill Stingray. A diferencia de VA-11 Hall-A, que se basó en los juegos de PC-98, N1RV Ann-A se inspiró en los gráficos de PlayStation y Juegos de Sega Saturn. Los cortes animados del juego se inspiraron en Sakura Wars y Tokimeki Memorial. El escenario se basó en la experiencia de Fernando Damas, miembro del equipo de desarrollo, cuando visitó Japón.
El 1 de diciembre de 2020, Damas anunció el retraso indefinido del juego, atribuyéndolo a negarse a renunciar a su papel de único programador a pesar de pasar por acontecimientos importantes en su vida. Esto provocó un progreso lento hasta principios de 2020, cuando un programador diferente reconstruyó el juego desde cero. Posteriormente, las «diferencias creativas» resultaron en un conflicto interno sobre cómo debería avanzar la historia, aunque afirmó que los problemas se habían reconciliado. Negó que otros proyectos «canibalicen» el desarrollo de N1RV Ann-A y dijo que se desarrollarían en paralelo. A partir de 2023, el juego todavía está en producción sin una fecha de lanzamiento establecida.

## Recepción
En una vista previa del TGS 2018, Mamiya Tobe de Famitsu escribió que a pesar de lo breve de la demostración, mostró un progreso notable y que era un mejor simulador de coctelería que su predecesor gracias a la capacidad de ofrecer cócteles reales.
En una vista previa del juego de 2019, Kyle LeClair de Hardcore Gamer escribió que era uno de los juegos independientes más esperados en ese momento, y lo calificó como «no exactamente una revelación impactante" debido a la gran base de fanes de VA-11 Hall-A». Calificando el juego de «único, fascinante y adictivo», señaló que los «modelos y escenarios de personajes más brillantes» hacían que las cosas parecieran más idílicas. Señaló que la selección de bebidas del juego reflejaba su nuevo escenario, con ingredientes reales que demostraban que era un «patio de juegos para hombres ricos». Señaló que la elaboración de bebidas en el juego era más flexible, lo que te animaba a hacer tus propias mezclas según los gustos del cliente. Calificó la conversación inicial con Parka, un famoso dibujante de cómics eróticos, sobre temas tabú como «sorprendentemente profunda». Resumió la demostración como un «gancho efectivo» que lo dejó con ganas de más.
En una vista previa posterior de PAX East 2020, Steve Tyminski de Shacknews escribió que un «cambio bienvenido» con respecto al original era no tener que agitar las bebidas durante un tiempo determinado, calificándolo de «tedioso» en el juego anterior. Señaló que la escritura era «bastante buena» y que parecía que los problemas que tendría la gente real. También señaló nuevas opciones de reacción para los clientes además de simplemente servirles diferentes bebidas, diciendo que la gente quedaría «gratamente sorprendida» si probaran el juego.